# Завадківська сільська рада (Калуський район)
| Завадківська сільська рада — орган місцевого самоврядування у Калуському районі Івано-Франківської області з адміністративним центром у с. Завадка. Водоймища на території, підпорядкованій даній раді: річка Болохівка. 10 серпня 1959 р. Станіславський облвиконком рішенням № 488 передав село Болохів з Великотур’янської сільради Долинського району до Завадківської сільради Войнилівського району. Сільській раді підпорядковані населені пункти: - с. Завадка - с. Болохів - с. Степанівка |

## Склад ради
Рада складається з 18 депутатів та голови.

### Керівний склад ради
| ПІБ                      | Основні відомості                                            | Дата обрання | Дата звільнення |
| ------------------------ | ------------------------------------------------------------ | ------------ | --------------- |
| Перчик Василь Іванович   | Сільський голова, 2044 року народження, освіта, безпартійний | 26.03.2006   | 31.10.2010      |
| Ситник Марія Ярославівна | Сільський голова, 1971 року народження, освіта, позапартійна | 31.10.2010   |                 |

Примітка: таблиця складена за даними джерела